# Marchese di Carisbrooke

Stemma del marchese Alessandro Mountbatten.

Il titolo di Marchese di Carisbrooke fu creato fra i Pari del Regno Unito nel 1917 per il Principe Alessandro di Battenberg, figlio maggiore della Principessa Beatrice del Regno Unito (figlia minore della Regina Vittoria) e del Principe Enrico di Battenberg. Alessandro cambiò anche il suo cognome in Mountbatten. Il titolo si estinse in seguito alla morte del I marchese nel 1960, dato che egli non ebbe un erede maschio.
Il marchese detenne i titoli sussidiari Earl of Berkhampsted e Viscount Launceston nella Contea di Cornovaglia.
Il Castello di Carisbrooke era la residenza del Principe Enrico e della Principessa Beatrice in qualità di Governatore dell'Isola di Wight. Il titolo di Marchese di Berkhamsted era stato precedentemente conferito con il Ducato di Cumberland al Principe Guglielmo Augusto, figlio di Re Giorgio II, nel 1726. Il titolo di Viscount Launceston era stato precedentemente conferito con il Ducato di Edimburgo al Principe Federico Luigi, in seguito Principe di Galles sempre nel 1726.

## Marchesi di Carisbrooke (1917)
- Alessandro Mountbatten, I Marchese di Carisbrooke (1886–1960)